# Cessaniti
Cessaniti est une commune italienne de la province de Vibo Valentia, dans la région Calabre.

## Administration
| Période                                  | Période  | Identité       | Étiquette    | Qualité |
| ---------------------------------------- | -------- | -------------- | ------------ | ------- |
| 30 mars 2010                             | En cours | Nicola Altieri | Lista Civica |         |
| Les données manquantes sont à compléter. |          |                |              |         |

### Hameaux
Favelloni, Mantineo, Pannaconi, Piana Pugliese, San Cono, San Marco

### Communes limitrophes
Briatico, Filandari, Vibo Valentia